# 主幹事
主幹事（しゅかんじ）とは、株式等の売り出しにおける複数の幹事会社の代表のことを言う。

## 主幹事証券会社の業務
株式会社が株式や社債、転換社債などの有価証券の募集や売出しをする際、会社に代わって証券会社がその業務を引き受けるが、その中心になる証券会社を「幹事証券」と呼ぶ。幹事証券が1社でなく複数ある時は、その代表を選び、この代表のことを「主幹事」という。主幹事は企業に対し、上場に向けたスケジュール管理や公開価格の設定、証券取引所への申請などの事務作業のほか、上場後の資金調達に関する助言なども行う。新規公開株の購入を希望する投資家は幹事証券を通じ、多くの場合はブックビルディングに参加する必要がある。
幹事証券は企業から株式を引受け、投資家に販売するが、多くの場合は複数の証券会社が共同でシンジケート団を組む。その中でも、主幹事が最も多くの株式を引き受ける。株式の引き受けには資金力が必要であるため、金融商品取引法施行令で最低資本金が決められており、幹事証券は30億円以上の資本金が必要とされている。